# Duangnapa Sritala
Duangnapa Sritala (thailändisch ดวงนภา ศรีตะลา), (* 4. Februar 1986) ist eine thailändische Fußballnationalspielerin.

## Karriere

### Verein
Duangnapa spielte im Jahr 2015 für den thailändischen Hauptstadtverein Bangkok United FC.

### Nationalmannschaft
Duangnapa nahm mit der thailändischen Mannschaft an der Asienmeisterschaft 2014 teil und belegte dort mit ihrer Mannschaft den fünften Rang, was zur erstmaligen Qualifikation Thailands für die Weltmeisterschaft 2015 ausreichte. Sie stand als Mannschaftskapitänin im thailändischen Kader für die Weltmeisterschaft und absolvierte dort alle drei Spiele in der Vorrundengruppe B über die volle Spieldauer. Nach Niederlagen gegen die früheren Weltmeister Norwegen und Deutschland sowie einem 3:2-Sieg über die Elfenbeinküste schied Thailand als einer der beiden schlechtesten Gruppendritten aus dem Turnier aus.
Im März 2019 nahmen die Thailänderinnen am Zypern-Cup teil. Im letzten Gruppenspiel, das gegen Italien mit 1:4 verloren wurde, erhielt sie in der 45. Minute die Gelb-Rote Karte.
Sie gehörte auch zum Kader für die WM 2019, kam in den drei Gruppenspielen, nach denen Thailand ausschied, aber nicht zum Einsatz.